# 復讐の裁判!?マレーの虎・山下将軍の悲劇
『復讐の裁判!? マレーの虎・山下将軍の悲劇』（ふくしゅうのさいばん!? マレーのとら・やましたしょうぐんのひげき、英語:Judgment The Court Martial of the Tiger of Malaya, General Yamashita)は1974年に放映されたアメリカ合衆国のテレビ映画。

## キャスト
| 山下奉文               | ジョン・フジオカ         | 滝沢修 |
| スタンリー・クレイマー | スタンリー・クレイマー   | 山形勲 |
| ＜弁護人＞             |                          | |
| クラーク大佐           | フィリップ・ブランズ     | 安部徹 |
| サンドルーフ大尉       | ウィリアム・ディヴェイン | 山内雅人                                                                                                  |
| リール大尉             | ピーター・ストラウス     | 野沢那智                                                                                                  |
| ヘンドリック中佐       | ケン・スウォフォード     | 内海賢二                                                                                                  |
| ＜検事＞               |                          | |
| キャリア大尉           | マイケル・マクガイア     | 井口成人                                                                                                  |
| 裁判長                 | アラン・オッペンハイマー | 真木恭介                                                                                                  |
| ヒル大尉               | ベン・ピアッツァ         | 青野武 |
| オピニオン少佐         | ポニー・ポンス           | 村越伊知郎                                                                                                |
| カー少尉               | クレイグ・シュリーヴ     | 中村正 |
| ベイス大尉             | フランク・ウェラー       | 仲村秀生                                                                                                  |
| 不明 その他            | N/A                      | 松村彦次郎 寄山弘 上田敏也 谷津勲 此島愛子 徳丸完 伊藤克 中島喜美栄 蟹江栄司 古川登志夫 中川まり子 塩屋翼 |
| 日本語版スタッフ       |                          | |
| 演出                   | 演出                     | 小林守夫                                                                                                  |
| 翻訳                   | 翻訳                     | 木原たけし                                                                                                |
| 効果                   | 効果                     | 芦田公雄 熊耳勉                                                                                           |
| 調整                   | 調整                     | 飯塚秀保                                                                                                  |
| 制作                   | 制作                     | 東北新社                                                                                                  |
| 初回放送               | 初回放送                 | 1974年8月8日 『木曜スペシャル』 終戦特集 正味73分                                                         |